# Turó de la Font de Llorà
El Turó de la Font de Llorà és una muntanya de 758 metres que es troba entre els municipis de Sant Iscle de Vallalta, a la comarca del Maresme i de Sant Celoni, a la comarca del Vallès Oriental.